# Hasta la raíz tour
«Hasta la raíz tour» fue la gira de conciertos de la cantante mexicana Natalia Lafourcade en promoción a su quinto álbum de estudio titulado Hasta la raíz. La gira comenzó en el centro cultural de Tijuana el 18 de abril. Las fechas para el Teatro Metropólitan fueron agotadas, por tal motivo se abrió una segunda fecha. Tras ser agotada la segunda fecha, se confirmó una tercera.

## Lista de canciones
1. «Para qué sufrir»
2. «Vámonos negrito»
3. «Hasta la raíz»
4. «La fugitiva»
5. «Amor, amor de mis amores»
6. «Amarte duele»
7. «Casa»
8. «Un pato»
9. «En el 2000»
10. «Ya no te puedo querer»
11. «Nunca es suficiente»
12. «Mi lugar favorito»
13. «Limosna»
14. «Aventurera»
15. «Ella es bonita»
16. «No más llorar»
17. «Azul»

## Fechas
| Fecha                    | Ciudad           | País           | Local                             |
| ------------------------ | ---------------- | -------------- | --------------------------------- |
| América del Norte        |                  |                |                                   |
| 18 de abril de 2015      | Tijuana          | México         | Centro cultural                   |
| 28 de abril de 2015      | Hermosillo       | México         | Plaza Alonso Vidal                |
| 16 de mayo de 2015       | Jalostotitlán    | México         | Plaza de toros                    |
| 26 de mayo de 2015       | La Paz           | México         | Teatro de la ciudad               |
| 28 de mayo de 2015       | Guasave          | México         | Centro cultural                   |
| 16 de junio de 2015      | Ciudad de México | México         | Teatro Metropólitan               |
| 17 de junio de 2015      | Ciudad de México | México         | Teatro Metropólitan               |
| 20 de junio de 2015      | Ciudad de México | México         | Teatro Metropólitan               |
| 27 de junio de 2015      | Guadalajara      | México         | Teatro Diana                      |
| 3 de julio de 2015       | Monterrey        | México         | Escena Monterrey                  |
| 8 de julio de 2015       | Buenos Aires     | Argentina      | Teatro Sony                       |
| 16 de julio de 2015      | Parral           | México         | Foro villista                     |
| 18 de julio de 2015      | Ensenada         | México         | Vínicola L.A Cetto                |
| 21 de julio de 2015      | Los Ángeles      | Estados Unidos | The Regent Theater                |
| 23 de julio de 2015      | San Francisco    | Estados Unidos | SFJAZZ Center                     |
| 28 de julio de 2015      | Saltillo         | México         |                                   |
| 31 de julio de 2015      | Progreso         | México         |                                   |
| 2 de agosto de 2015      | Veracruz         | México         | Teatro Francisco Javier Clavijero |
| 5 de agosto de 2015      | Tlacotalpan      | México         | Teatro Nezahualcóyotl             |
| 7 de agosto de 2015      | Durango          | México         | Velaria                           |
| 11 de agosto de 2015     | Zacatecas        | México         | Teatro Fernando Calderón          |
| 15 de agosto de 2015     | Guanajuato       | México         | Teatro Juárez                     |
| 21 de agosto de 2015     | Oaxaca           | México         | Teatro Macedonio Alcalá           |
| 24 de agosto de 2015     | Puebla           | México         | Teatro principal                  |
| 12 de septiembre de 2015 | Madrid           | España         | Campus Universidad Complutense    |
| 25 de septiembre de 2015 | San Francisco    | Estados Unidos | Social Hall                       |
| 26 de septiembre de 2015 | Los Ángeles      | Estados Unidos | The observatory                   |
| 1 de octubre de 2015     | Bogotá           | Colombia       | Royal Center                      |
| 17 de octubre de 2015    | Guadalajara      | México         | Parque Trasloma                   |
| 20 de octubre de 2015    | Nueva York       | Estados Unidos | Irving Plaza                      |
| 23 de octubre de 2015    | Miami            | Estados Unidos | UM Gusman Concert Hall            |
| 4 de noviembre de 2015   | Ciudad de México | México         | Auditorio nacional                |